# Гренічері (Тіміш)
Гренічері, Гренічерій (рум. Grăniceri) — село у повіті Тіміш в Румунії. Входить до складу комуни Джієра.
Село розташоване на відстані 425 км на захід від Бухареста, 44 км на південний захід від Тімішоари.

## Населення
За даними перепису населення 2002 року у селі проживали 247 осіб.
Національний склад населення села:
| Національність | Кількість осіб | Відсоток |
| -------------- | -------------- | -------- |
| румуни         | 194            | 78,5%    |
| угорці         | 27             | 10,9%    |
| цигани         | 15             | 6,1%     |
| німці          | 11             | 4,5%     |

Рідною мовою назвали:
| Мова      | Кількість осіб | Відсоток |
| --------- | -------------- | -------- |
| румунська | 197            | 79,8%    |
| угорська  | 25             | 10,1%    |
| циганська | 15             | 6,1%     |
| німецька  | 10             | 4,0%     |